# INASグローバルゲームズ
'INASグローバルゲームズ（英: INAS Global Games）'とは国際知的障害者スポーツ連盟（略称: INAS）が主催する知的障害者のための国際総合スポーツ競技大会であり、4年に1度開催される。第1回大会が2004年にスウェーデンのボルネスで開催された。
2019年10月より名称がINAS（アイナス）からVirtus（ヴァータス）へ変更。

## 実施競技
2015年大会実施競技
- 陸上競技
- 水泳
- 卓球
- ボート競技
- フットサル
- バスケットボール
- 自転車競技（ロード、トラック）
- テニス
- テコンドー

## 大会一覧
| 回 | 期間   | 期間            | 開催都市     | 開催国         | Ref   |
| 回 | 年     | 日程            | 開催都市     | 開催国         | Ref   |
| -- | ------ | --------------- | ------------ | -------------- | ----- |
| 1  | 2004年 |                 | ボルネス     | スウェーデン   | [ 3 ] |
| 2  | 2009年 |                 | リベレツ     | チェコ         | [ 3 ] |
| 3  | 2011年 | 9月26日-10月4日 | リグーリア   | イタリア       | [ 3 ] |
| 4  | 2015年 | 9月20日-27日    | キト         | エクアドル     | [ 2 ] |
| 5  | 2019年 | 10月9日-20日    | ブリスベーン | オーストラリア | [ 4 ] |